# ݯ
Ḥā petit ṭāʾ et deux points souscrits ‹ ݯ › est une lettre additionnelle de l’alphabet arabe utilisée dans l’écriture du khowar et du yidgha. Elle est composée d’un ḥā ‹ ح › diacrité d’un petit ṭāʾ et deux points souscrits ou d’un jīm ‹ ج › diacrité d’un petit ṭāʾ et deux points souscrits au lieu d’un point souscrit.

## Utilisation
En khowar, ‹ ݯ › représente une consonne affriquée rétroflexe sourde [ʈʂ], transcrite c point souscrit ‹ c̣ › avec l’alphabet latin.